# 21555 Levary
21555 Levary (1998 QF70) là một tiểu hành tinh vành đai chính được phát hiện ngày 24 tháng 8 năm 1998 bởi Nhóm nghiên cứu tiểu hành tinh gần Trái Đất phòng thí nghiệm Lincoln ở Socorro.